# Antistius Sosianus
Antistius Sosianus (1. század) római hivatalnok, költő
Nero alatt több hivatalt is betöltött, ám a császár egy gúnyos költeménye miatt száműzetésbe küldte, ahonnan 66-ban visszahívta. Később Vespasianus egy általunk nem ismert ok miatt ismét száműzte. A költeménye nem maradt fenn.